# Milan Rejchl
Milan Rejchl (9. srpna 1936 Hradec Králové – 22. července 2025 Praha) byl český architekt. Byl synem královéhradeckého architekta Jana Rejchla a vnukem architekta Václava Rejchla st.

## Život
Milan Rejchl se narodil 9. srpna 1936 v Hradci Králové, jeho otcem byl významný tamější architekt Jan Rejchl. Jeho dědečkem z otcovy strany byl stavitel a architekt Václav Rejchl st., dědečkem z matčiny strany truhlář-nábytkář, který spoluvytvářel interiéry Kotěrovy budovy královéhradeckého muzea. V letech 1954–1960 absolvoval Rejchl Fakultu architektury a pozemního stavitelství ČVUT v Praze, kam měl kvůli politickým obtížím svého strýce Václava Rejchla ml. v 50. letech 20. století ztížený přístup, nakonec byl ale přijat na přímluvu architekta a pedagoga Karla Honzíka. Mezi Rejchlovy učitele zde patřili například Antonín Ausobský, Jindřich Krise a právě také Karel Honzík. V letech 1960–1977 Rejchl působil v Pražském projektovém ústavu, v letech 1977–1993 pak na Fakultě architektury ČVUT jako vedoucí ateliéru a vedoucí katedry architektonické tvorby. V roce 1983 na fakultě obhájil disertační práci Optimalizace podmínek architektonického návrhu středisek standardní občanské vybavenosti venkovských sídel. Od roku 1990 měl vlastní kancelář pro architekturu, interiér a design v Praze. Kromě architektury se Milan Rejchl věnoval také keramice a malířství (akvarely, kresby, oleje).
Milan Rejchl byl ženatý s manželkou Dagmar a společně měli dvě děti, Pavlínu a Iva, který je partnerem Rejchlovy architektonické kanceláře.
Zemřel v červenci 2025 v Praze. 

## Dílo
- tělocvična školy v Praze na Spořilově (1964)[3]
- středisko občanské vybavenosti na experimentálním sídlišti Invalidovna v Praze 8, spolupráce Josef Polák, Vojtěch Šalda, Jan Zelený (1966)[3][5][6]
- Interhotel Olympik v Praze 8, spolupráce Josef Polák, Vojtěch Šalda, Jan Zelený (1969)[3], architekt někdy chybně uváděn jako Rajchl[5][6]
- rodinný dům v Praze 4, Nad Pekařkou (1969)[3]
- terasový dům Nad cihelnou (1970)[3]
- silniční most na Gočárově okruhu v Hradci Králové pod soutokem Labe s Orlicí, spolupráce statik Ing. Jan Schwaller (1974)[3]
- úprava nároží s poutačem pro firmu Petrof v Hradci Králové, spolupráce Jan Rejchl - jedná se o konkávně prohnutou perforovanou stěnu z keramických tvarovek s logem firmy (1974)[3][5][6]
- vila pro tenistu Jana Kodeše v Praze 6, výtvarná spolupráce Jan Koblasa, statik Jan Janatka (1974)[3][5][6]
- přístavba motelu Stop (později Golf) Garni (původní objekt je dílem architektky Aleny Šrámkové), Praha 5, Plzeňská ulice (1974)[3][5][6]
- rodinný dům v Praze Na Míčánce (1975)[3][6]
- horský hotel Junior v Harrachově na Rýžovišti, spolupráce R. Černý, V. Pýcha, A. Blahušek (1982)[3][5][6]
- horský hotel Uran v Harrachově (1982 - 83)[3][5][6][7]
- horský hotel Horní Pramen ve Špindlerově Mlýně (1982)[3][5][6]
- interiery apartmánů bývalého hotelu Praha v Praze 6, spolupráce Fakulta Architektury ČVUT: Jan Sedláček, Jaroslav Paroubek, Arnošt Navrátil, Radko Černý (1982)[3][5][6]
- interiery České spořitelny v Plzni (1983)[3]
- Jachtklub Máchova jezera ve Starých Splavech (1984)[3][5][6]
- dva rodinné domy pro V. Pauderu a R. Vandíka ve Starých Splavech (1983 - 84)[3]
- jídelna zaměstnanců a rychlé občerstvení pro Ústav jaderného výzkumu v Řeži (1985)[3]
- administrativní budova Konsolidační agentury na Nábřeží kpt. Jaroše v Holešovicích, Praha 7, spolupráce Fakulta architektury ČVUT, prováděcí projekty Keramoprojekt Praha - J. Babínský (1985 - 90)[3]; v roce 2012 Rejchl sám provedl adaptaci této budovy na administrativní centrum Evropské agentury GNSS Galileo[5][6]
- návrh interiérů Studentského domu ČVUT v Praze 6 - menza, spolupráce O. Dudek (1987)[3]
- rodinný dům ve Slaném (1988)[3]
- nízkoenergetický rodinný dům s dvoupodlažním skleníkem v Praze na Strahově, spolupráce I. Vorel (1989)[3][5][6]
- úpravy Betlémské kaple pro reprezentační účely ČVUT, spolupráce O. Dudek, J. Sýkora, J. Pospíšil, F. Štědrý (1989-93)[3]
- lázeňský hotel Pyramida ve Františkových Lázních, spolupráce J. Pospíšil (1990 - 91)[3][5]
- nástavba dvorany a modernizace budovy ředitelství Plzeňského Prazdroje, spolupráce statik J. Janatka, J. Kratochvíl, A. Blahušek (1992)[3]
- úpravy parteru a vrátnice v Plzeňském Prazdroji (1993)[3]
- restaurace Na Spilce v Plzeňském Prazdroji (1994)[3]
- návrh úpravy barevnosti průčelí Plzeňského Prazdroje (1994)[3]
- návrh modernizace objektu garáží Palace (též Novákových garáží, nám. 5. května čp. 835) v Hradci Králové (původní architektonický návrh Josefa Fňouka z roku 1931) a předváděcí salony Škoda, WW, Audi, Seat; spolupráce Ivo Rejchl (1994)[3][5][6]
- návrh úpravy zámku v Nadějkově (1995, nerealizováno)[3]
- rodinný dům v Jesenici, spolupráce Ivo Rejchl (2005)[3]
- rodinný nízkoenergetický dvojdům se skleníky v Jesenici (2005)[3][5][6]
- nízkoenergetický rodinný dům v Senohrabech, spolupráce Ivo Rejchl (1999 - 2004)[3][5][6]
- rodinný dům s bazénem v Praze 14, spolupráce Ivo Rejchl (1998)[3]
- novostavba čerpací stanice a servisu u garáží Palace (též Novákových garáží) v Hradci Králové, spolupráce Ivo Rejchl (2000)[3][5][6]
- činžovní vila se třemi byty a s bazénem v Praze 4 - Braníku, spolupráce Ivo Rejchl (2002)[3]
- nízkoenergetický rodinný dům v Hradci Králové na Zámečku, spolupráce Ivo Rejchl (2002 - 03)[3][6]
- nájemní vila - dvojdům pro v Praze 6 - Nebušicích (2003 - 05)[3]
- rodinná vila v Praze 6 - Nebušicích (2003 - 05)[3]
- návrh vily v novém Hradci Králové (2005)[3]
- návrh vzdělávacího a relaxačního centra v Kosoři u Prahy (2006)[3]
- návrh rodinného domu v Kosoři u Prahy - (2006)[3]
- projekt půdní vestavby v ulici Za Poříčskou branou, Praha 8 (2007)[3]

V roce 2016 proběhla v královéhradecké galerii Na Hradě souborná výstava díla Milana Rejchla. Slavnostní vernisáže se zúčastnili mj. Rejchlovi kolegové a žáci, mezi nimi například architekt a designer Patrik Kotas.
Publikace v časopise Stavebnictví a interiér:
- Jak docílit vyšší energetické úspornosti staveb aneb lapače tepla v rodinném bydlení Archivováno 11. 1. 2011 na Wayback Machine. (2/2005)
- Energie Slunce je věčná – skladujme ji Archivováno 31. 7. 2016 na Wayback Machine. (8/2007)

## Galerie

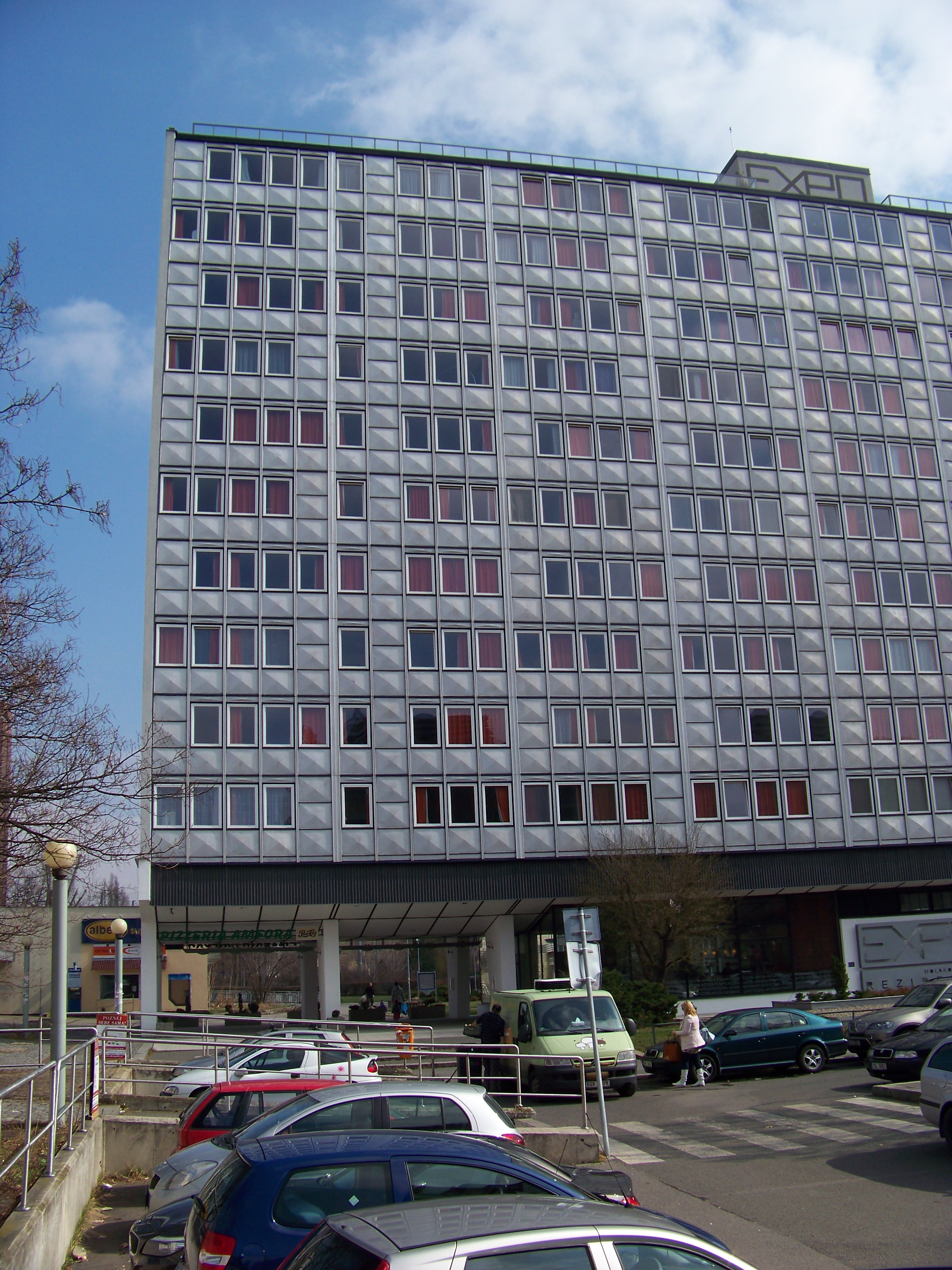
Hotelový dům, součást sídliště Invalidovna v Praze
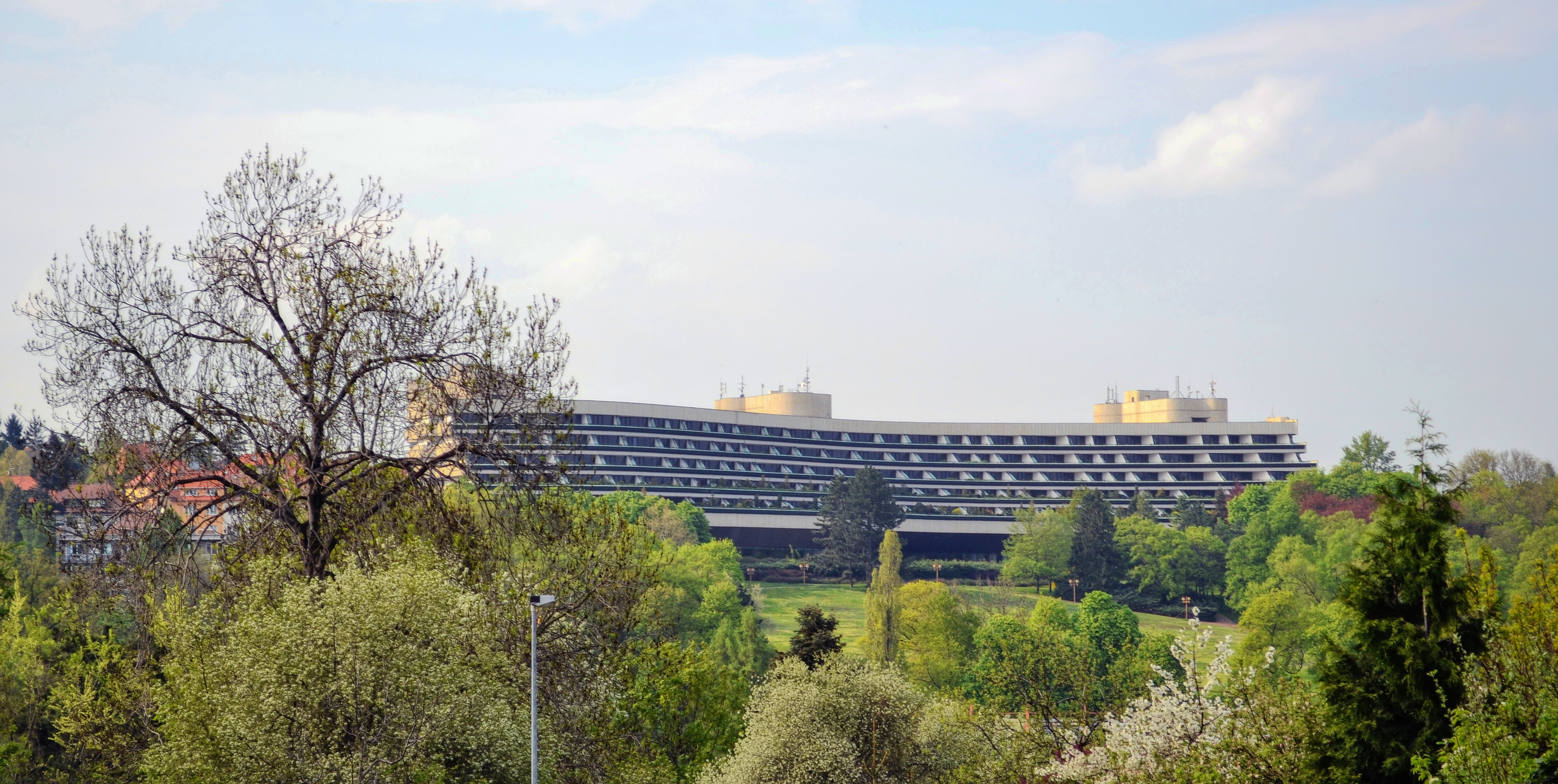
Hotel Praha (demolice 2014)
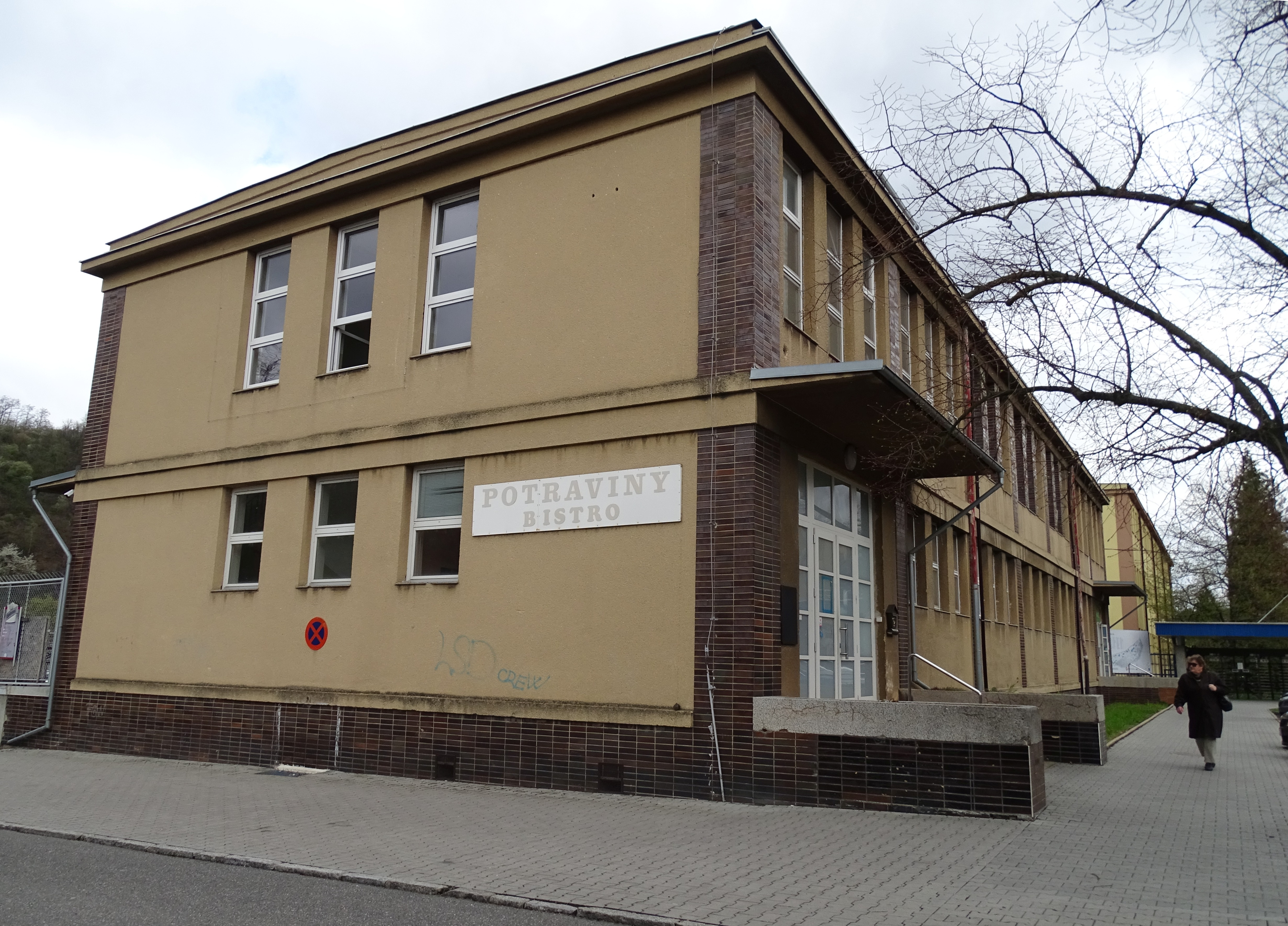
Budova jídelny a bistra ÚJV Řež
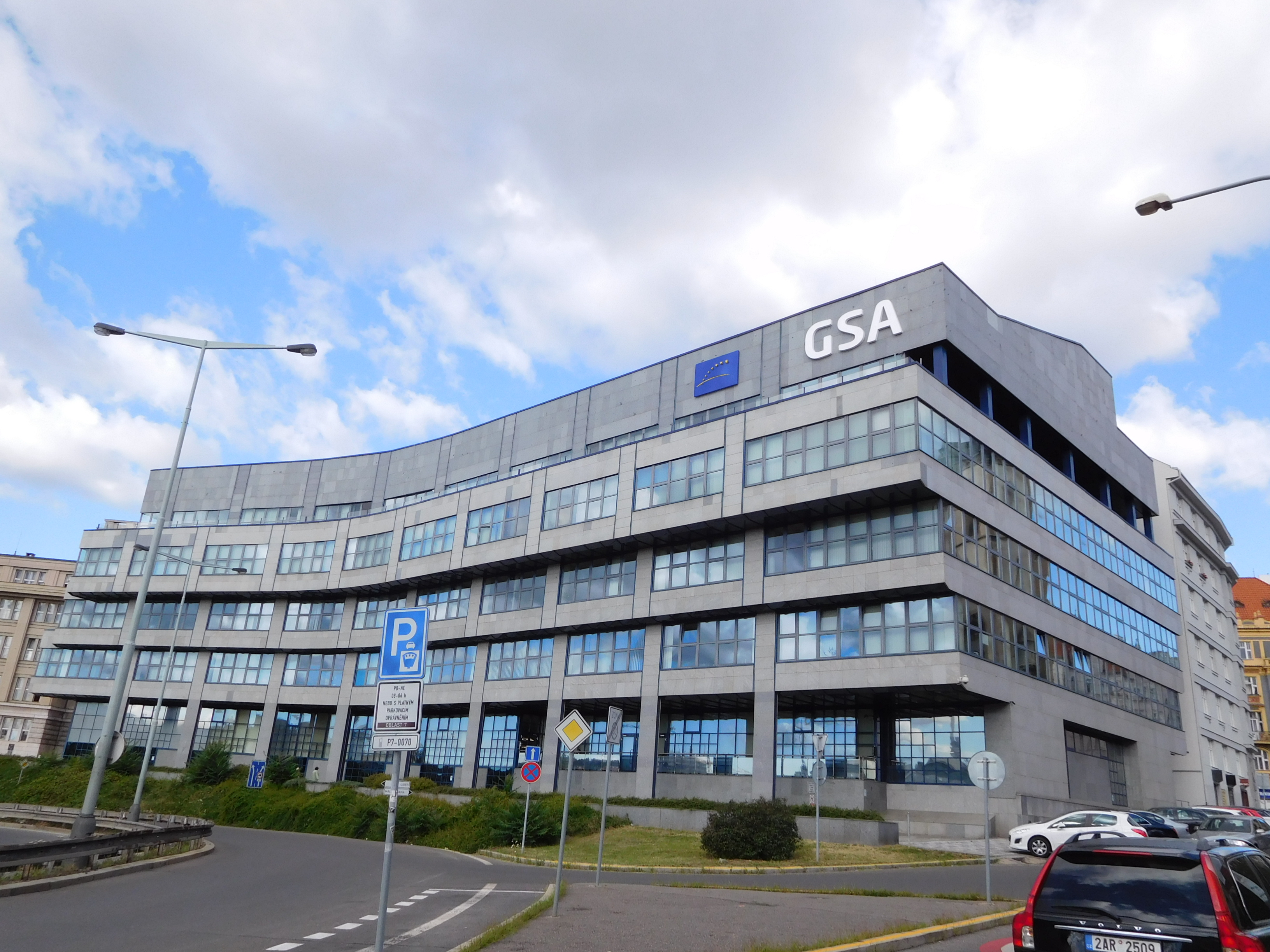
Administrativní centrum Evropské agentury GNSS Galileo
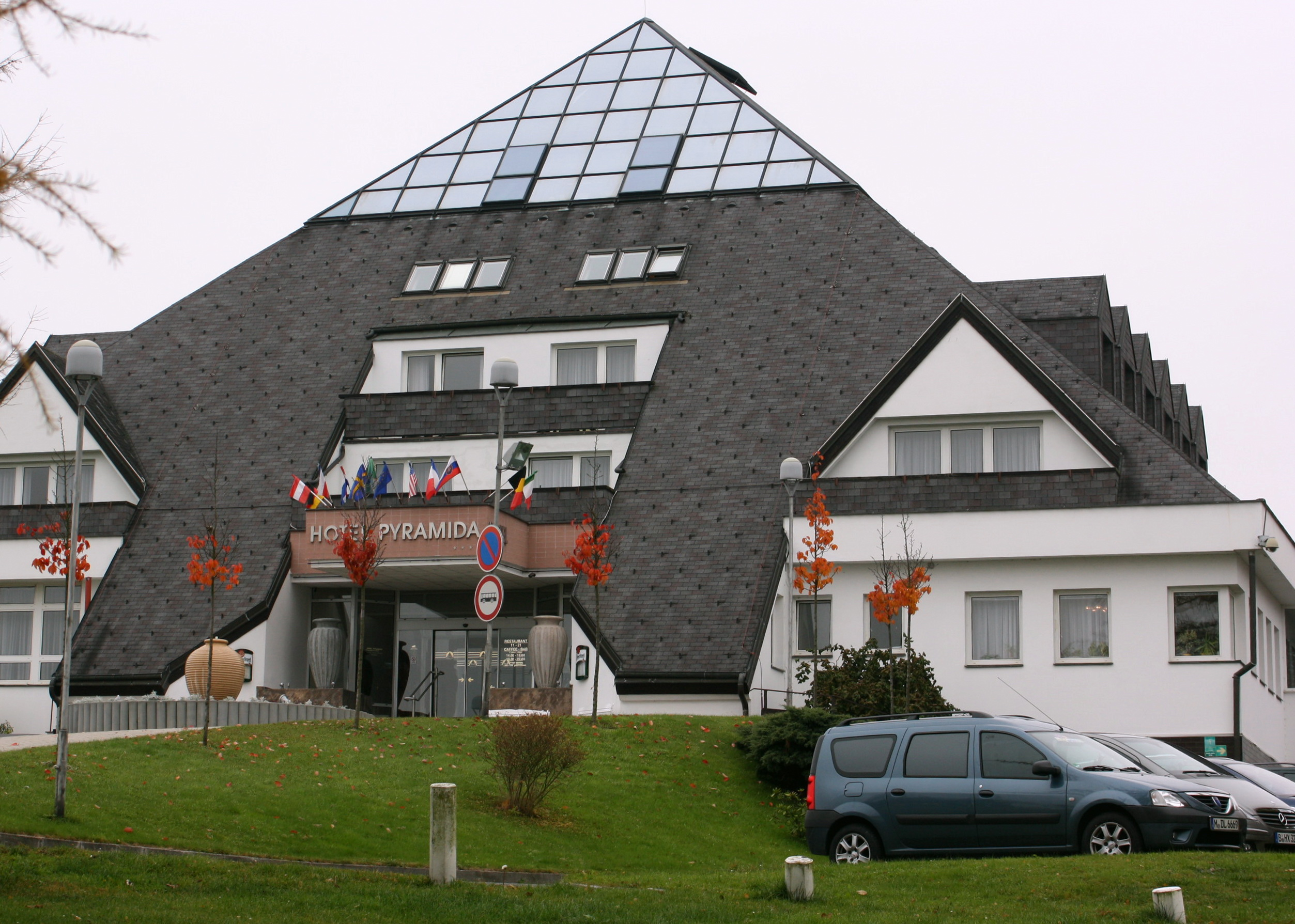
Hotel Pyramida, Františkovy Lázně
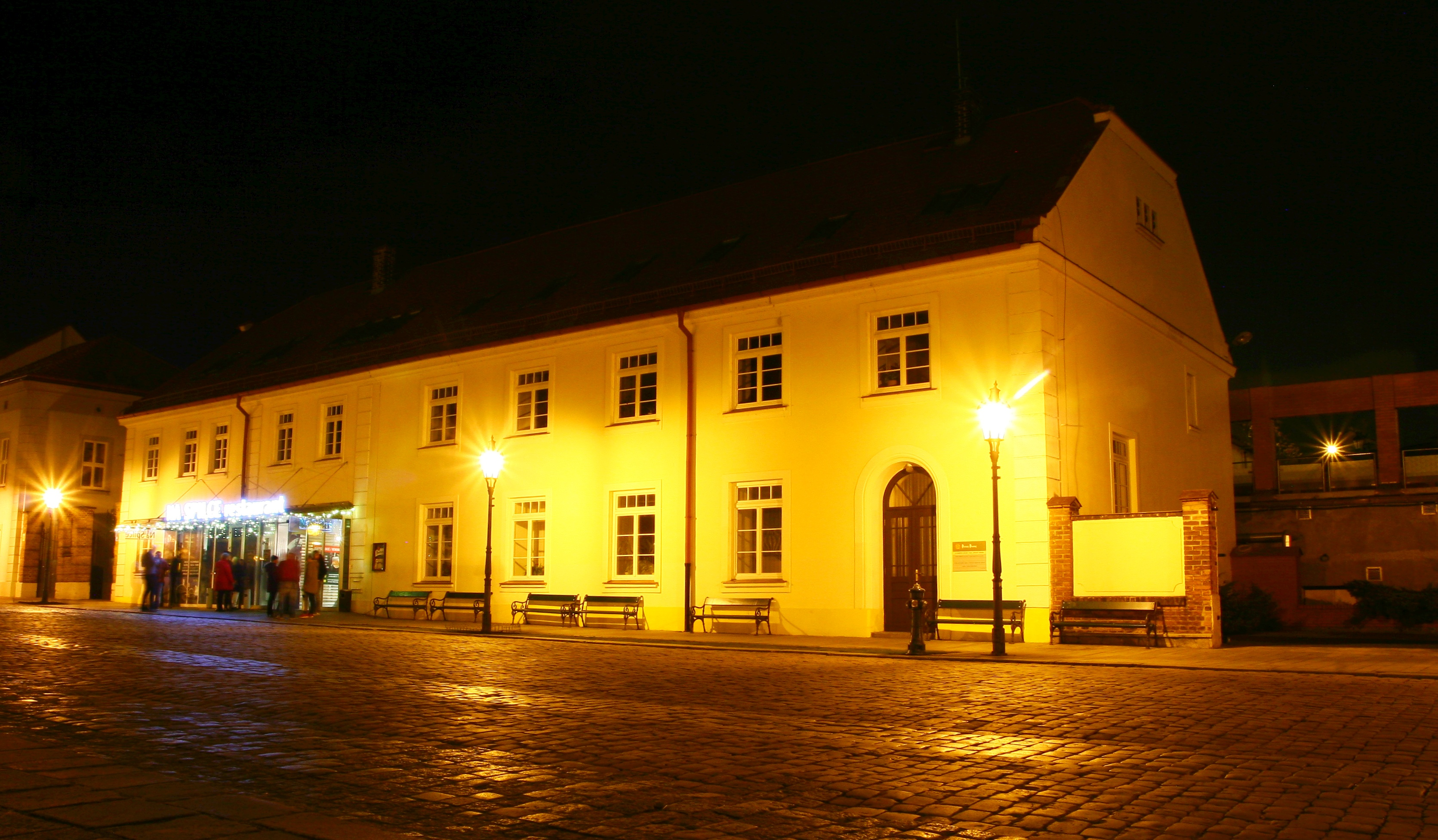
Restaurace Na Spilce, Plzeňský Prazdroj
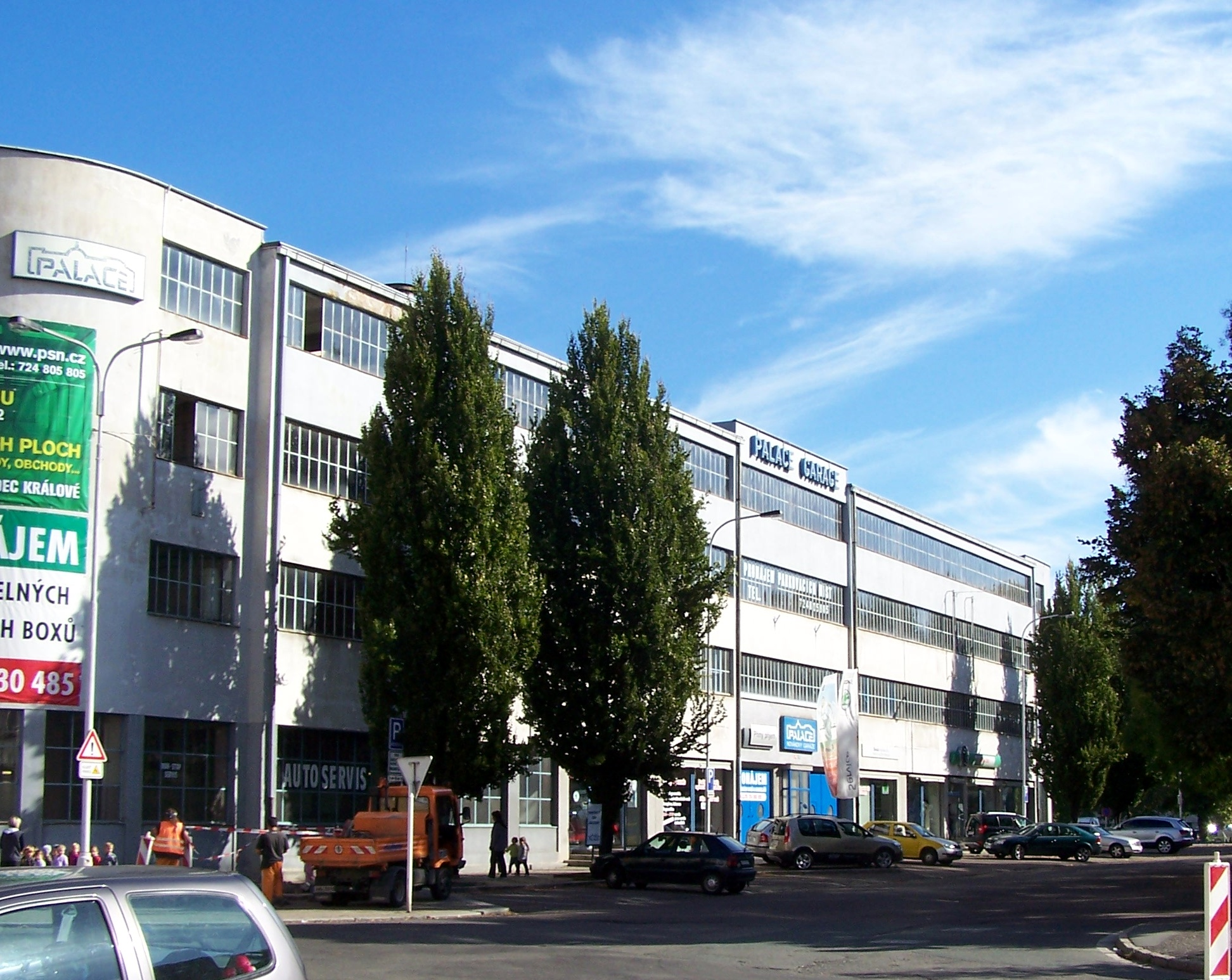
Garáže Palace (Novákovy garáže), Hradec Králové